# Херој социјалистичког рада
Херој социјалистичког рада (рус. Герой Социалистического Труда) је било почасно звање у Совјетском Савезу. Установљено 1938. године по узору на звање Хероја Совјетског Савеза и додељивало се за изузетне резултате у националној економији и култури. Овим одликовањем одликовано је укупно 20.370 људи. Поред звања Хероја социјалистичког рада, као и код звања Хероја СССР, одликовани је добијао Орден Лењина, Медаљу срп и чекић и Повељу (грамоту) које је додељивао Президијум Врховног совјета Совјетског Савеза. За разлику од звања Хероја Совјетског Савеза, које је додељивало и страним државницима, звање Хероја социјалситичког рада додељивало се само грађанима Совјетског Савеза. По узору на ово одликовање и у другим социјалистичким државама је уведено слично одликовање.

## Историјат
Звање Хероја социјалистичког рада установљено је 27. децембра 1938. године Указом Президијума Врховног совјета Совјетског Савеза. Пре увођења овог звања у Совјетском Савезу је постојало звање Хероја рада, уведено 1928. године. 